# Guizygiella salta
Espèce
Synonymes
- Zygiella salta Yin & Gong, 1996
- Guizygiella quadrata Zhu, Kim & Song, 1997
- Zygiella baojingensis Yin, 2002

Guizygiella salta est une espèce d'araignées aranéomorphes de la famille des Araneidae.

## Distribution
Cette espèce est endémique de Chine. Elle se rencontre au Hunan, au Guangxi, au Yunnan et au Guizhou.

## Description
Les mâles mesurent de 2,87 à 3,66 mm et les femelles de 4,00 à 6,20 mm,.
Les mâles mesurent de 3,10 à 3,50 mm et les femelles de 3,40 à 4,10 mm.

## Systématique et taxinomie
Cette espèce a été décrite sous le protonyme Zygiella salta par Yin et Gong en 1996. Elle est placée dans le genre Guizygiella par Zhu, Song et Zhang en 2003.
Guizygiella quadrata et Zygiella baojingensis ont été placées en synonymie par Zhu, Song et Zhang en 2003.

## Publication originale
- Yin & Gong, 1996 : « Four orb-weaver spiders of the family Araneidae from Hunan Province of China (Arachnida: Araneae). » Acta Scientiarum Naturalium Universitatis Normalis Hunanensis, vol. 19, p. 72-76.